# Аборты в Брунее
Аборт в Брунее разрешён только тогда, когда он делается для спасения жизни женщины. В Брунее женщина, которая вызывает у себя выкидыш, может быть приговорена к семи годам тюремного заключения. Наказание для того, кто делает аборт, составляло 10–15 лет.
В 2014 году правительство Брунея ввело уголовный закон шариата, предусматривающий наказание за аборт казнью через побиение камнями. Первоначально эта часть закона должна была вступить в силу в 2016 году, потом эту меру отложили до 2018 года.
В 2016 году 22-летняя женщина была приговорена к шести месяцам тюремного заключения за аборт с помощью таблеток. Ей грозило максимальное наказание семь лет заключения.